# Vikramshila

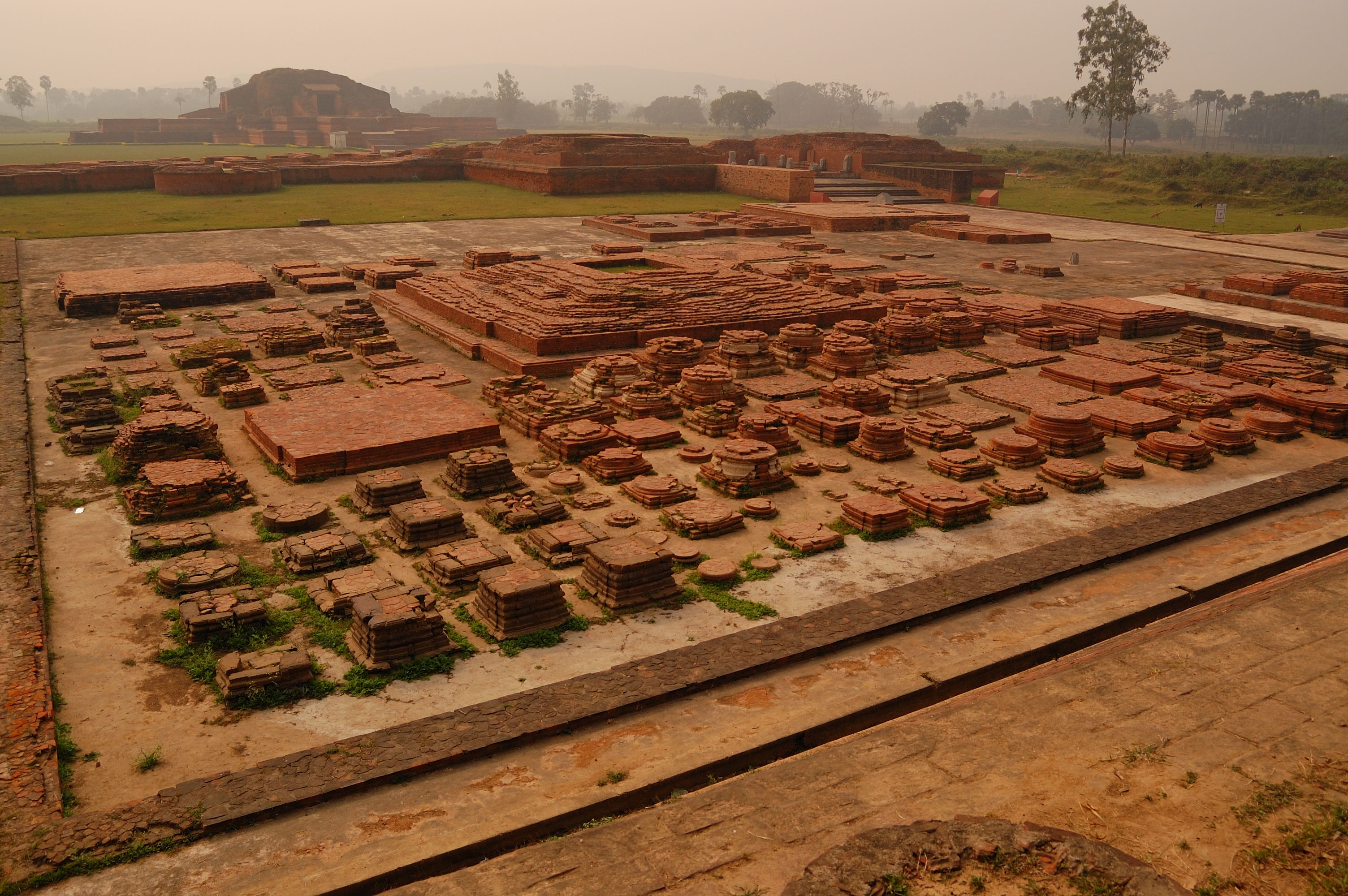
Di tích khu tọa thiền ở trung tâm học tập bậc cao Vikramaśīla, ở Bihar, Ấn Độ.

Vikramaśīla là một trong hai trung tâm học tập bậc cao của Phật giáo ở Ấn Độ trong thời Đế quốc Pala; trung tâm kia là Nalanda. Vikramaśīla do Vua Dharmapala thiết lập khi thấy chất lượng học thuật ở Nalanda bắt đầu suy giảm. Vikramasila (làng Antichak, hạt Bhagalpur, Bihar) cách Bhagalpur chừng 50 km về phía đông và cách Kahalgaon chừng 13 km về phía đông bắc.

## Lịch sử
Vikramaśīla do vua Dharmapala của Đế quốc Pāla thiết lập vào cuối thế kỷ thứ 8 hay đầu thế kỷ thứ 9. Trung tâm học thuật này phát triển rực rỡ trong khoảng thời gian bốn thế kỷ cho đến khi bị đạo quân của Bakhtiyar Khilji phá hủy trong cuộc chiến tranh với triều đại Sena, cùng với những trung tâm học thuật hàng đầu khác của Phật giáo ở Ấn Độ vào khoảng năm 1200.
Những gì mà chúng ta biết được về Vikramaśīla chủ yếu có từ các tài liệu của Tây Tạng, đặc biệt là trước tác của Tāranātha, một sử gia và cũng là một nhà sư Tây Tạng trong thế kỷ 16 và 17.